# 日曜ビッグバラエティ (日本テレビ)
『日曜ビッグバラエティ』（にちようビッグバラエティ）は、1969年1月から同年12月まで日本テレビが毎週日曜 13:15 - 14:30 （日本標準時）に編成していた単発特別番組枠である。タイトルは同じであるが、テレビ東京が編成している『日曜ビッグバラエティ』とは無関係。

## 概要
加美乃素本舗の一社提供枠だった『加美乃素日曜劇場』の後継枠である。このリニューアルで加美乃素を筆頭とする複数社提供へと移行し、内容も舞台中継から単発の歌謡番組が中心になった。『日曜劇場』は日本テレビと読売テレビの共同製作枠だったが、本枠は日本テレビの単独製作枠である。
直後の時間帯に編成されていた『（東芝）サンデープレゼント』が1969年6月に終了してからは日本テレビ唯一の日曜昼の単発枠となっていたが、その半年後には本枠も終了した。

## 放送番組
- スター誕生 ふるさとで歌う（1969年4月27日放送）
- 東芝オールスター歌の祭典（1969年11月2日放送）
- ほか